# 相生村 (徳島県)
相生村（あいおいそん）は、徳島県那賀郡にあった村。現在の那賀町の北東部、那賀川支流の谷内川・紅葉川の各流域にあたる。

## 地理
- 山岳 ： 竜王山、長滝山
- 河川 ： 谷内川、紅葉川

## 歴史
- 1889年（明治22年）10月1日 - 町村制の施行により、谷内村・平野村・馬路村・井谷村・榎谷村・相名村・内山村・竹ヶ谷村・請谷村・西納村および入野村・大久保村・音谷村の各一部の区域をもって発足。
- 1956年（昭和31年）9月30日 - 延野村・日野谷村と合併して相生町が発足。同日相生村廃止。